# Нихилистички покрет
Нихилистички покрет је био културни покрет у Руској Империји 1860—их година.
Обележен је преиспитивањем старих вредности, идеја и социјалних норми. Назив долази од латинске речи 'nihil', што значи ништа. Одбацивали су све религиозне и политичке ауторитете, социјалне традиције и традиционални морал. Бранили су независност појединца и шокирали су руско друштво. Захтевали су демократске реформе. Веровали су да су могуће реформе, које воде до фундаменталне промене у друштву. Означени су као агитатори, а после убиства рускога цара Александра II постали су познати као заговорници деструкције као основног начина политичке промене у Европи. За терором је посегла радикално крило нихилистичког покрета, јер су сматрали да ће појединачним терором довољно променити власт да њихове реформе постану могуће.

## Историја
Нихилисти су углавном били деца аристократа. Имали су приступ образовању и били су надахнути либералним идејама са Запада. Уочили су велику разлику између руског полуфеудалног друштва и земаља као што су Француска, Енглеска и Пруска. Одбацивали су све старе вредности, означавајући их као „уобичајене лажи цивилизованог човечанства“. Покрет је добио име по роману из 1862, Очеви и деца од Ивана Тургењева, где је главни лик био нихилист. Нихилисти су одбијали да користе богатство својих родитеља. Видели су да је то богатство створено кметством и зато су настојали да живе животом обичних људи. Одлазили би у универзитетске градове. Нихилисти су желели да постану независни учењем и да својим знањем образују људе. Њихова кампања „одласка међу народ“ достигла је врхунац 1870—их, када се појављује мноштво група, као што су „Круг од Чајковског“ и „Земља и слобода“. Постале су познате под називом покрет Народник, а следиле су филозофију народизма.
Како је растао покрет народника, тако је власт одлучила да га угуши. Због тога се појавило радикално крило народника, које се залагало за тероризам.
Почели су убијати представнике власти пиштољима и бомбама. После неколико покушаја убили су и руског цара Александра II Романова 1881. године. Убили су га истог дана када је донео предлог да се сазове Дума како би се спровеле нове реформе којима би се изашло у сусрет захтевима револуционара.

## Историјски контекст
После једног века прихватања западних идеја и вредности, развила се руска национална свест почетком 19. века и огледала се у развоју јединствене руске књижевност од стране аутора као што су Александар Пушкин и Михаил Љермонтов. Упркос растућем националном идентитету, европска мисао је наставила да врши значајан утицај на руске политичке и културне институције. Руски реформатори су настојали да се залажу за промене унутар система. После Кримског рата (1853—1856) све више се почиње ширити нихилизам. Нихилисти из 1850—их и 1860—их сукобљавали су се са пронемачки оријентисаним либералима. Оба типа реформатора сукобљавала се са славенофилима, који су веровали да решење за Русију лежи у руској традиционалној духовности.
Фјодор Достојевски је у свом роману Зли дуси (1872) песнички описао сукоб између три групе.

## Политичка филозофија
Нихилизам није био политички покрет него култура младих. Међутим довео је до политизације и радикализације младих. Нихилистичка политичка филозофија одбацивала је све религиозне и политичке ауторитете, социјалне традиције и традиционални морал. Њихова идеја је била слобода, као крајњи идеал. На тај начин могу личити на екстреман облик анархизма, али без револуционарног програма или стратегије.
Нихилизам личи на анархизам али постоје разлике:
- Нихилизам не сматра да је држава апсолутно лоша. Сматрају се могућим реформе, које воде до фундаменталне промене у друштву. Код анархиста то није случај.
- Нихилизам одбацује систем ауторитета и социјалне конвенције на културној линији. Анархизам има политичку стратегију са револуционарним програмом.
- Као политички феномен нихилизам је био руски феномен.

Нихилистички покрет се разликује од филозофског концепта нихилизма, који дословце значи „веровати у ништа“, а који сматра да људска егзистенција нема сврху или значење. С друге стране руски нихилисти имају јака веровања и спремни су и живот да жртвују. Они су веровали само да постојећа власт нема вредност.